# Villa Massoni
La Villa di Volpigliano, o Villa della Rocca, poi conosciuta come Villa Massoni, è situata in via Rocca a Massa, appena fuori le mura albericiane. Il nucleo originale, molto più piccolo dell'attuale, venne edificato nella seconda metà del XVI secolo e poi comprato dai Duchi della città e adibito a compiti di rappresentanza, feste e cerimonie. I cardinali della casa ducale vi risiedevano durante i soggiorni a Massa.

## Il primo edificio secentesco
Tra la fine del XVI e gli inizi del XVII secolo il nobile genovese Giulio Pacero costruì, alle pendici del colle di Volpigliano, un edificio come vertice di un ideale triangolo, che unisce il castello ed il palazzo ducale. Si trattava di una struttura che, nell'impianto, ricordava i palazzi signorili medievali. Costruita su un podio rialzato, la Villa si ergeva per tre piani ed aveva una torretta al lato settentrionale e un piccolo chiostro interno.
La Villa, nel 1637, fu comprata per 2500 pezze dal principe Carlo I Cybo-Malaspina: nel contratto si legge che l'edificio è una modesta costruzione con colombaia, unita da un viale, che ne taglia il parco, alla strada che porta al castello. Come si nota dall'antico disegno, il cancello, che divideva la via per la Rocca dal parco recintato da un basso muro, era molto diverso dall'attuale e constava di un cancello centrale carraio e due cancelli laterali pedonali. Inoltre, considerando la collocazione della torretta nel disegno secentesco e la collocazione di quanto ne rimane dopo le innumerevoli ristrutturazioni succedutesi nei secoli, si può dedurre che nulla rimanga dell'antico edificio originario.

## L'ampliamento

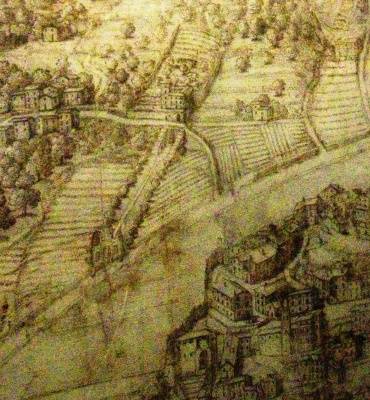
veduta di Massa del XVII secolo, particolare di Villa Massoni

Nei primi anni di regno il duca Carlo II Cybo-Malaspina, che amava i soggiorni collinari, dà l'avvio a costosi rinnovi della struttura, intorno alla fine del XVII secolo. Mentre gli interventi strutturali furono contenuti, gran spesa si ebbe intorno al parco della zona di ponente, costruendo una teoria di loggiati a colonne ed archi, digradanti lungo i fianchi della collina e collegati all'edificio da terrazzamenti, balaustrate, scale e camminamenti. Questa struttura, che è in ogni caso quella tipica del casino d'epoca con belvedere, resisterà immutata fino al XIX secolo ed è considerata opera dell'architetto carrarese Alessandro Bergamini. Il vasto terrazzo con balaustra era ornato da pregevoli statue di marmo.
Questo progetto è debitore di molteplici influenze, in primis d'area genovese, mediate con altre d'influsso romano, particolarmente care ai Cybo-Malaspina per i molteplici cardinali che avevano nella Città Eterna. D'area genovese è il precedente della villa Doria a Fassolo, in cui davanti alla facciata corrono loggiati, separati dal corpo principale. Influssi notevoli si possono percepire dalla Villa Saluzzo Bombrini ad Albaro, progettata da Andrea Vannone: l'apparato decorativo di quella, come i mascheroni ed i busti all'interno di clipei, sono replicati qui. Ma è il concetto del giardino terrazzato, della loggia come parete di fondo scenografica e cannocchiale puntato sul mare, che è tipico della cultura genovese del periodo.
Del mondo romano, di gusto particolarmente archeologico, la villa è invece debitrice per la posizione delle logge, longitudinali lungo il pendio del colle, per la funzione termale che svolgono al livello del secondo piano della villa e per la loro decorazione di ispirazione classica, quando non originariamente romano-antica. Al gusto colto e classico del cardinale Alderano Cybo, che da Ostia spediva reperti e che aggiornava la corte sulle ultime tendenze culturali di Roma, si aggiungeva, con queste citazioni dell'antico, il tentativo di esaltazione, nobilitazione e storicizzazione della dinastia.

## Il Settecento
Morto Carlo II nel 1710, inizia per il ducato un periodo di decadimento molto rapido, culminato nel tentativo di vendere lo Stato alla corona inglese. Il duca Alderano I Cybo-Malaspina nel 1721 per i troppi debiti vende le statue che ornano i loggiati in parte al fratello cardinale Camillo, in parte ad emissari dello zar Pietro I di Russia. Molte sono le statue di marmo che ornano San Pietro e Castel Gandolfo, ad essere state trasferite a Roma dal cardinale Cybo stesso. Dai rendiconti tenuti dal conte Ceccopieri Maruffi per queste vendite si sa che la villa era adorna di vasi di marmo, busti, statue, in parte di artigiani locali in parte romani o provenienti dagli scavi di Ostia. Dopo la spoliazione la villa resta abbandonata e nel 1738 il pittore tedesco Georg Christoph Martini ne loda giusto la coltivazione dei gerani. Divenuto infatti l'edificio non più abitabile, la proprietà viene retrocessa a rustico di campagna e sfruttata solo per le colture arboree.
Nel 1771 viene affittata per sei anni al colonnello Wisard, a capo delle truppe modenesi stanziate a Modena: la duchessa Maria Teresa Cybo-Malaspina è infatti moglie del duca Ercole III d'Este. Nel 1779 viene concessa al militare a titolo vitalizio, purché abbatta la colombaia, alzi la facciata di due braccia e rifaccia il tetto.
Nel 1793 la Villa passa all'architetto ducale Carlo Giosuè Marchelli, che mette in progetto lavori di restauro; nel 1797 passa nuovamente di proprietà e viene acquistata dal conte Adolfo Federico Munck, che affida a Marchelli il compito di ammodernare l'edificio, ed assolda scalpellini, pittori e stuccatori. Oltre al restauro e recupero dei loggiati balaustrati, vengono anche costruite le stalle, una casa per contadini e la rimessa per le carrozze.

## L'Ottocento
Anche Maria Anna Bonaparte, detta Elisa utilizzò la Villa. Elisa sposò a Marsiglia il 5 maggio 1797, contro il volere del fratello, il capitano Felice Baciocchi (1762 – 1841) membro della nobiltà corsa. Divenuto imperatore di Francia, Napoleone creò e assegnò a Felice, il 18 marzo 1805, il principato di Lucca e Piombino. L'anno dopo, Napoleone I vi unì il ducato di Massa e Carrara. Il territorio venne di fatto governato dalla volitiva Elisa più che dal marito. Elisa Baciocchi in qualità di duchessa di Massa e principessa di Carrara, abitò la Villa.
Nel 1828 l'industriale carrarese Pantaleone Del Nero ne affida il restauro all'ingegnere Isidoro Raffo. In questo periodo esistono delle piante dell'edificio depositate nell'Archivio di Stato di Modena, che dimostrano come l'edificio non avesse ancora raggiunto le forme odierne. Del Nero la cederà nel 1843 alla nobildonna Giuseppa Tori che la porterà in dote nel matrimonio con il marchese lucchese Pietro Massoni. Ulteriori lavori quindi sono successivi a quest'ultimo passaggio di proprietà: il muro di cinta verrà rialzato, il portale di ingresso sarà modificato con la tamponatura dei due passaggi pedonali anche al fine di rafforzarne la struttura e si svilupperà un progetto, mai concluso, per realizzare un complesso simmetrico di loggiati sul lato sud dell'edificio che oramai era stato anch'esso raddoppiato. Della seconda serie di loggiati restano le fondamenta e la struttura muraria che non verrà sviluppata oltre con loggiati come era stato previsto. La Villa andrà in eredità al marchese Gaspero Massoni.

## Il Novecento
L'edificio coi primi del '900 verrà ristrutturato ulteriormente con la copertura delle terrazze-tetto poste sul fondo dell'edificio che allora furono coperte e trasformate in una semplice e austera cappella dal marchese Gaspero Massoni il quale - malato - aveva difficoltà a recarsi in chiesa. L'edificio ancora oggi si compone di una facciata rivolta a sud con due ali laterali di quattro piani che inquadrano una terrazza centrale dotata di un vestibolo colonnato ed un corpo arretrato e timpanato in corrispondenza della cappella novecentesca. Gaspero Massoni ebbe due figli che nacquero nella Villa: Piero che fu eroe della Grande Guerra col grado di tenente di aviazione nella Squadriglia "La Serenissima" che partecipò al Volo su Vienna con Gabriele D'Annunzio nell'agosto 1918 per lanciarvi volantini, e Giannina secondogenita. Giannina sposò durante gli anni '20 il medico tisiologo Mario Casonato ed ereditò la Villa della Rocca. A Piero viceversa toccò il palazzo Massoni di Lucca che passò in eredità - quando egli morì d'infarto alla guida di un'auto sportiva - al figlio Fabrizio che svolse la professione forense a Bruxelles. Fu Giannina a far dipingere la villa che prima era di color ocra di un rosso mattone tipico delle ville apuo-liguri.
Durante la Seconda Guerra Mondiale tra il 1944 ed il 1945, quando il fronte si trovava sulla Linea Gotica la villa, di fatto requisita, ospitò il locale comando della Wehrmacht. Dopo la guerra vi furono diverse ulteriori ristrutturazioni e riparazioni degli edifici rurali e la rinnovazione del tetto danneggiato dai tiri alleati.
Dopo la II Guerra Mondiale la moglie del poeta Ezra Pound - imprigionato dagli alleati a Pisa con l'accusa di tradimento - abitò nella Villa ospite della sua amica di lunga data Giannina Massoni.
Tra gli anni '70 e '90 del XX secolo la sezione locale del Partito Comunista Italiano per circa tre lustri utilizzò e sistemò il parco della Villa per tenervi la Festa dell'Unità (organizzate dai due segretari politici (Marino Lippi 76/81 e Mario Ricci 82/90). Abitata da tre famiglie, negli anni settanta fu affittato un bilocale allo scultore svedese Gert Markus che per circa un ventennio l'estate realizzò diverse opere e bozzetti. Tra i vari artisti ospitati nei locali della Villa in vari periodi vi furono Pier Antonio Gariazzo, la pittrice veneziana Matelda Capisani, la scultrice carrarese Patrizia Nicoli, lo scultore-pittore Vito Tongiani, il pittore Mauro Griotti, ma anche una pittoresca pittrice tedesca: Renate Emmert; lo scultore Ottorino Tonelli ha realizzato diverse opere utilizzando il legno ricavato dalle due più antiche piante di tasso di Massa che sono nella Villa.

## Condizioni attuali
La villa è da anni in uno stato di grave abbandono e incuria. È inserita nell'elenco dei beni vincolati del Ministero della cultura. È stato ipotizzato un acquisto da parte del comune nel 2010, in ordine alla sua rivalorizzazione ma al 2025 la situazione rimane invariata.
Diverse iniziative sono state promosse da associazioni locali, come una raccolta di firme per farla diventare Luogo del cuore tramite il sondaggio del FAI.
Molto contesa ed al centro di rivalità fra i due eredi, Marco e Piero Casonato, il 1 Novembre 2017 la villa è stata posta sotto sequestro dai Carabinieri a seguito dell'omicidio perpetrato immediatamente all'interno della cancellata da parte del fratello maggiore Marco Casonato. Nel 2020 viene dissequestrata ed affidata ad un custode giudiziario, ma rimane comunque abbandonata.
Nel mese di maggio 2025 viene annunciata la vendita all'asta, prevista per ottobre dello stesso anno, con una base di 3500000 €.